# 專業功績勳章
專業功績勳章（葡萄牙語：Medalha de Mérito Profissional）是澳門勳章、獎章和獎狀制度第二級別的榮譽，用以獎勵在從事任何專業活動方面有傑出或卓越表現的人士或實體。

## 授勳名單
2001年
- 崔世昌
- 陳炳華
- 楊俊文
- 歐安利

2002年
- 林笑雲
- 馬若龍
- 黃如楷

2003年
- 李維士
- 陳錫豪
- 楊允中
- 譚錫勳

2004年
- 王念黎
- 崔世平
- 華年達
- 澳門管理專業學會

2005年
- 白彼德
- 陳曉筠

2006年
- 艾維斯
- 盧德華

2007年
- 何美華
- 林中賢
- 梁奀

2008年
- 梁文耀
- 駱偉建

2009年
- 王志石
- 杜慧芳
- 高展鵬
- 陸永根

2010年
- 黃顯輝
- 斐達德

2011年
- 林偉濠
- 司徒民義
- 關治平

2012年
- 容永恩
- 李展潤
- 石立炘
- 區秉光

2013年
- 羅立文
- 梁竟成
- 雷華龍

2014年
- 劉炯朗
- 羅偉業
- 馬偉龍

2015年
- 江麗莉
- 梁官漢
- 尹思哲
- 仁伯爵綜合醫院精神科醫護團隊

2016年
- 身份證明局
- 李淑華

2017年
- 趙約翰
- 趙國強
- 邱金海
- 何海明

2018年
- 許敖敖
- 郭昌宇
- Maria Paula de Matos Pimenta Simões
- 麥誠軒

2019年
- 鄭成業
- 潘樂祺
- 施佩玲
- 廣星傳訊有限公司

2020年
- 衛生局

2021年
- 中藥質量研究國家重點實驗室（澳門大學）
- 中藥質量研究國家重點實驗室（澳門科技大學）

2022年
- 澳門自來水股份有限公司
- 澳門電力股份有限公司
- 莫蕙

2023年
- 澳门基本法推广协会
- 月球与行星科学国家重点实验室（澳门科技大学）
- 澳门一户通跨部门合作小组

2024年
- 江朝暉
- 馬志毅
- 楊道匡
- 張宗真
- 周永豪